# Nuncia frustrata
Nuncia frustrata is een hooiwagen uit de familie Triaenonychidae.